# 베다 산스크리트어
베다 산스크리트어(Vedic Sanskrit)는 인도이란어파의 인도아리아어군에 속한 언어이다. 산스크리트어의 옛 형태로 원시인도이란어(Proto-Indo-Iranian)의 초기 발전형이다. 인도이란어파의 이란어군의 언어 중 현존하는 가장 오래된 언어인 아베스타어(Avestan)와 밀접한 관련이 있다. 베다 산스크리트어는 실제로 사용되었음이 증명된 언어들 중에서 인도유럽어족의 인도이란어파에 속한 언어로는 가장 오래된 것이다.
베다 산스크리트어는 기원전 1500년경부터 기원전 500년까지의 베다 시대 동안 성립된 베다 문헌의 언어이다. 베다 산스크리트어는 베다 찬송(Vedic chant)의 슈라우타 전통(Śrauta tradition)의 일부로서 구전을 통해 보존되어왔으며, 이러한 구전 전통은 인도에서 브라흐미 문자가 발생하기 수세기 전부터 이어져 내려왔다.
기원전 4세기의 파니니(fl. BC 4세기)의 고전 산스크리트어 문법의 완성과 함께 베다 산스크리트어는 고전 산스크리트어에 길을 내어주며 완전히 사어가 되었다.

## 같이 보기
- 베다 시대
- 아베스타어

## 참고 문헌
- Ernst Wilhelm Oskar Windisch, Berthold Delbrück, 《Die altindische Wortfolge aus dem Catapathabrahmana》
- A. A. Macdonell, 《Vedic Grammar》 (1910)
- A. A: Macdonnell, 《Vedic Grammar for Students》
- Bruno Lindner, 《Altindische Nominalbildung: Nach den S̆amhitas dargestellt》 (1878)
- Michael Witzel, "Tracing the Vedic dialects" in 《Dialectes dans les litteratures Indo-Aryennes》 ed. Caillat, Paris, 1989, 97–265.